# Circonscription de Grey
La circonscription de Grey est une circonscription électorale australienne en Australie-Méridionale. Elle a été créée en 1903 et porte le nom de Sir George Grey qui fut gouverneur d'Australie-Méridionale de 1841 à 1845.
Elle couvre 904 881 km2 (92 % de la superficie totale du territoire) ne laissant libre que la portion sud-est. 
Elle a été détenue par le Parti travailliste pendant une grande partie de son histoire mais les redécoupages (comme l'inclusion récente de la péninsule de Yorke) et le déclin du vote travailliste dans les régions minières et les zones pastorales, en raison de la fermeture de nombreuses exploitations, en ont fait aujourd'hui un siège assez sûr pour le Parti libéral.

## Représentants
| Nom               | Parti            | Période de mandat |
| ----------------- | ---------------- | ----------------- |
| Alexander Poynton | Travailliste     | 1903–1916         |
| Alexander Poynton | Nationaliste     | 1916–1922         |
| Andrew Lacey      | Travailliste     | 1922–1931         |
| Philip McBride    | United Australia | 1931–1937         |
| Albert Badman     | Country          | 1937–1940         |
| Albert Badman     | United Australia | 1940–1943         |
| Edgar Russell     | Travailliste     | 1943–1963         |
| Jack Mortimer     | Travailliste     | 1963–1966         |
| Don Jessop        | Libéral          | 1966–1969         |
| Laurie Wallis     | Travailliste     | 1969–1983         |
| Lloyd O'Neil      | Travailliste     | 1983–1993         |
| Barry Wakelin     | Libéral          | 1993–2007         |
| Rowan Ramsey      | Libéral          | 2007–en cours     |

## Résultats
| Parti                            | Parti                        | Candidat                     | Voix    | %     | ±      |
| -------------------------------- | ---------------------------- | ---------------------------- | ------- | ----- | ------ |
|                                  | Libéral                      | Rowan Ramsey                 | 46 730  | 45,32 | −5,33  |
|                                  | Travailliste                 | Julie Watson                 | 22 068  | 21,40 | −1,43  |
|                                  | Indépendant                  | Liz Habermann                | 11 613  | 11,26 | +11,26 |
|                                  | Verts                        | Tim White                    | 6,994   | 6,78  | +2,18  |
|                                  | Une nation                   | Kerry Ann White              | 6 452   | 6,26  | −2,43  |
|                                  | UAP                          | Suzanne Waters               | 5 781   | 5,61  | +1,85  |
|                                  | Démocrates libéraux          | Peter Miller                 | 1 427   | 1,38  | +1,38  |
|                                  | Indépendant                  | Richard Carmody              | 1 332   | 1,29  | −0,45  |
|                                  | Fédération                   | Tracey Dempsey               | 721     | 0,70  | +0,70  |
| Total des suffrages exprimés     | Total des suffrages exprimés | Total des suffrages exprimés | 103 118 | 93,07 | −0,02  |
| Votes nuls                       | Votes nuls                   | Votes nuls                   | 7 674   | 6,93  | +0,02  |
| Participation                    | Participation                | Participation                | 110 792 | 89,62 | −3,03  |
| Résultat de préférence bipartite |                              |                              |         |       |        |
|                                  | Libéral                      | Rowan Ramsey                 | 61 938  | 60,07 | −3,25  |
|                                  | Travailliste                 | Julie Watson                 | 41 180  | 39,93 | +3,25  |
|                                  | Libéral retenir              | Libéral retenir              | Swing   | −3,25 |        |